# Heinrich-Wolfgang Leopoldt
Heinrich-Wolfgang Leopoldt (Schwerin, 22 de agosto de 1927 — Unterlüß, 28 de julho de 2011) foi um matemático alemão.
Trabalhou com teoria dos números algébricos.
Leopoldt obteve o doutorado em 1954 na Universidade de Hamburgo, orientado por Helmut Hasse. Fez pós-doutorado no Instituto de Estudos Avançados de Princeton, de 1956 a 1958. Habilitou-se em 1959 na Universidade de Erlangen-Nuremberg e trabalhou depois na Universidade de Tübingen. A partir de foi professor ordinário na Universidade de Karlsruhe, onde foi também diretor do Instituto de Matemática.
As investigações de Leopoldt juntamente com Tomio Kubota sobre funções L p-ádicas de séries de Dirichlet são fundamentais na teoria de Iwasawa.
Juntamente com Hans Julius Zassenhaus trabalhou com álgebra computacional e sua aplicação em teoria dos números.
Leopoldt editou juntamente com Peter Roquette as obras de Helmut Hasse (De Gruyter 1975). Em 1979 tornou-se membro da Academia de Ciências de Heidelberg.
Dentre seus orientados estão Werner Blum, Hans-Peter Rehm, Heinrich Matzat e Claus-Günther Schmidt.